# Santa Cruz Niho
Santa Cruz Niho är en ort i Mexiko.   Den ligger i kommunen Bochil och delstaten Chiapas, i den sydöstra delen av landet, 700 km öster om huvudstaden Mexico City. Santa Cruz Niho ligger 1 504 meter över havet och antalet invånare är 319.
Terrängen runt Santa Cruz Niho är kuperad åt sydost, men åt nordväst är den bergig. Runt Santa Cruz Niho är det ganska tätbefolkat, med 116 invånare per kvadratkilometer. Närmaste större samhälle är Bochil, 6,7 km öster om Santa Cruz Niho. I omgivningarna runt Santa Cruz Niho växer huvudsakligen savannskog.